# Diapterna hamata
Diapterna hamata är en skalbaggsart som beskrevs av Thomas Say 1824. Diapterna hamata ingår i släktet Diapterna och familjen Aphodiidae. Inga underarter finns listade i Catalogue of Life.